# Persea palustris
Persea palustris là loài thực vật có hoa trong họ Nguyệt quế. Loài này được (Raf.) Sarg. miêu tả khoa học đầu tiên năm 1919.